# Madeleine Girard
Madeleine Girard (* um 1915) war eine französische Badmintonspielerin.

## Karriere
Ihre größten Erfolge feierte Madeleine Girard bei den French Open in ihrem Heimatland. Bei diesem Turnier war sie in den 1940er Jahren eine der dominierenden Teilnehmerinnen im Doppel und im Mixed. In ersterer Disziplin sicherte sie sich – stets an der Seite von Yvonne Girard – den Titel sogar sieben Mal in Folge. 1949 siegte sie bei den Paris International im Mixed.

## Erfolge
| Turnier     | 1935 | 1936 | 1937 | 1938 | 1939 | 1940 | 1941 | 1942 | 1943 | 1944 | 1945 | 1946 | 1947 | 1948 | 1949 | 1950 |
| ----------- | ---- | ---- | ---- | ---- | ---- | ---- | ---- | ---- | ---- | ---- | ---- | ---- | ---- | ---- | ---- | ---- |
| Dameneinzel |      |      |      |      |      |      |      |      |      |      |      |      |      |      |      |      |
| Damendoppel |      |      |      |      |      | S    | S    | S    | S    | S    | S    | S    |      |      |      |      |
| Mixed       |      |      |      |      |      | S    | S    | S    | S    |      |      |      |      |      |      |      |